# Synagoge (Thann)

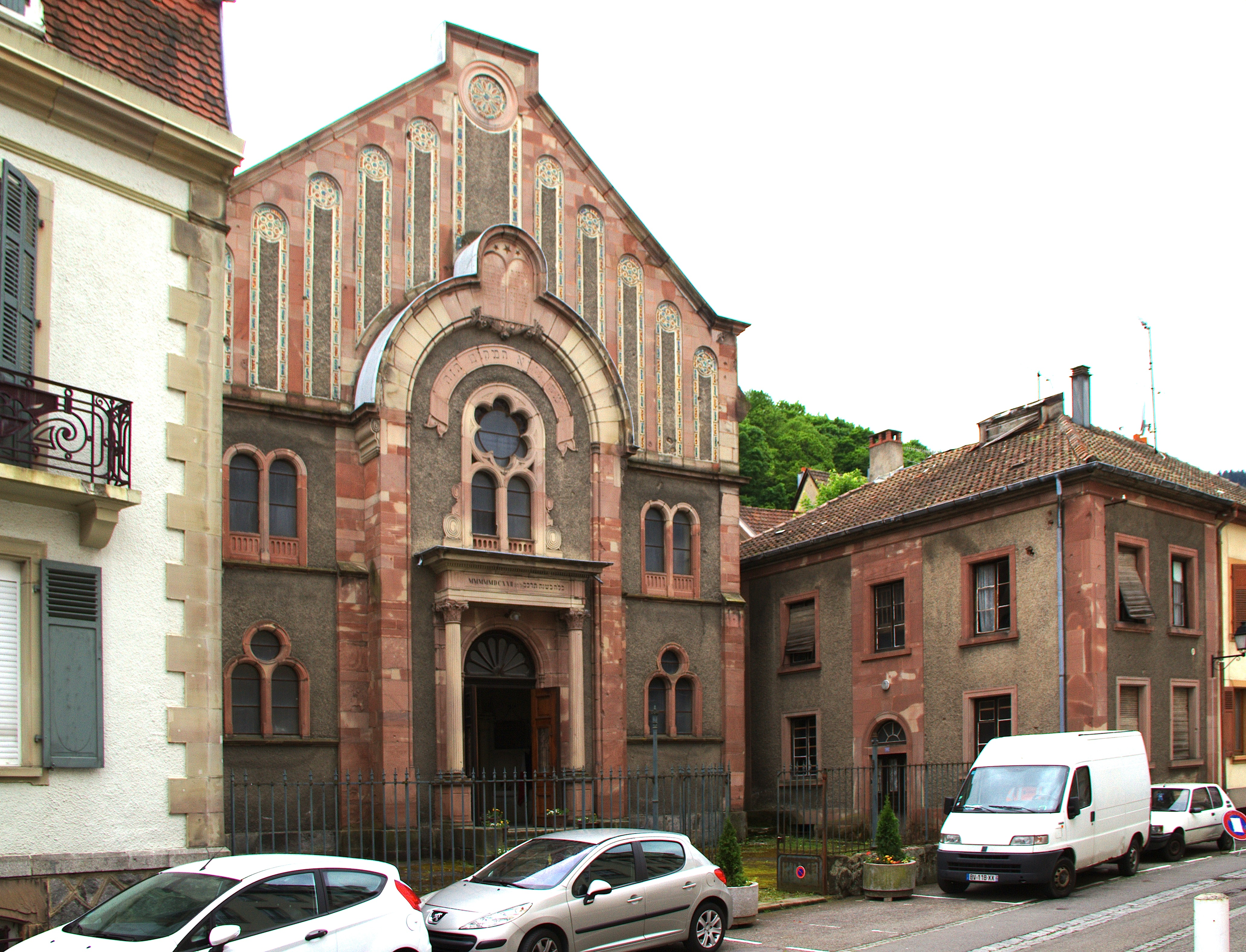
Synagoge in Thann, 2013

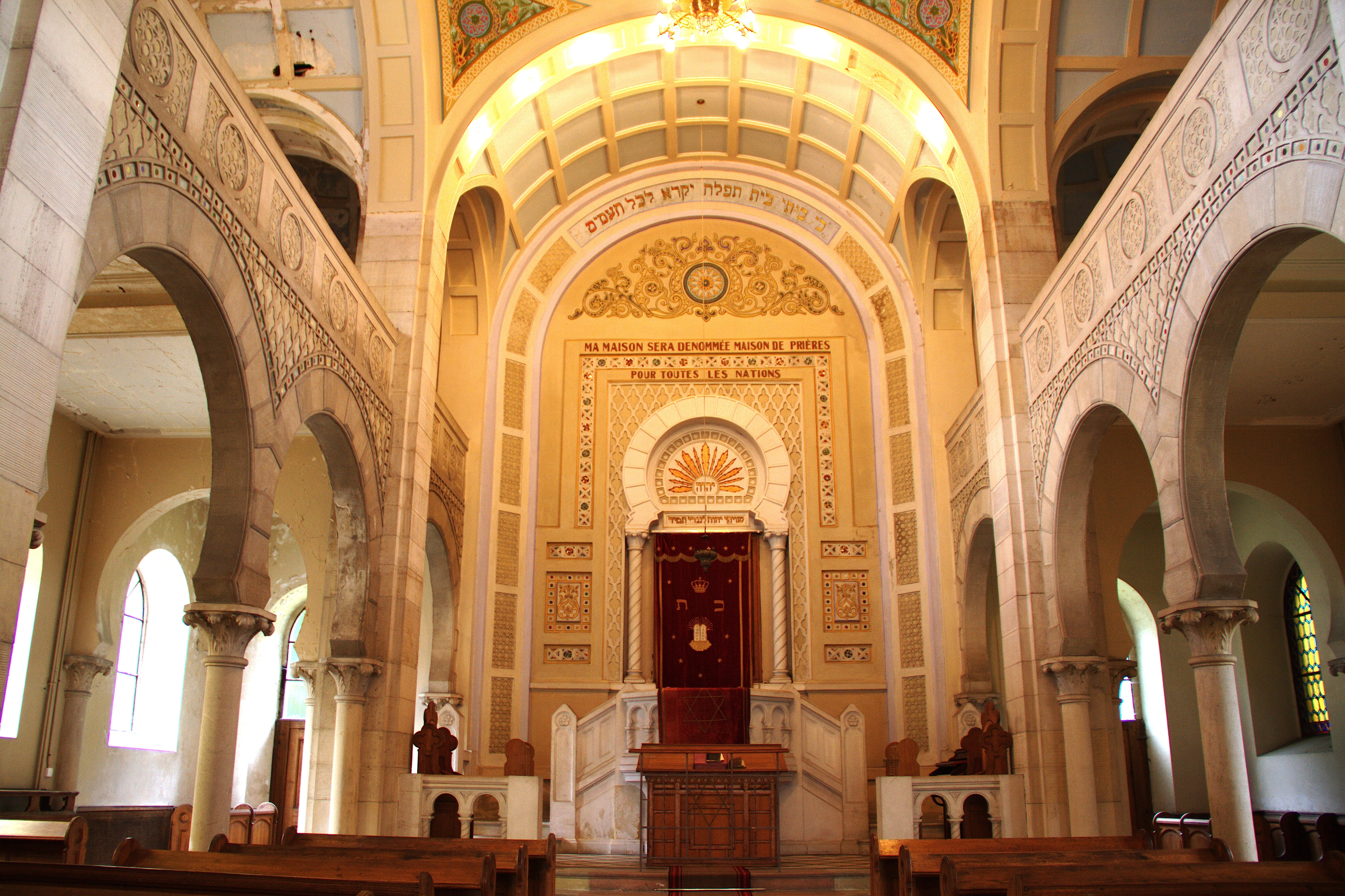
Innenansicht

Die Synagoge in Thann, einer französischen Stadt im Département Haut-Rhin der historischen Region Elsass, wurde 1862 errichtet. Die Synagoge steht in der Rue de l’Étang Nr. 5.

## Geschichte
Juden sind in Thann seit dem 13. Jahrhundert bezeugt. Die Bedeutung der jüdischen Gemeinde zeigt sich im 19. Jahrhundert durch die Existenz des Rabbinats Thann.
Im Jahr 1818 wurde eine Scheune zu einer Synagoge umgebaut. Die heutige Synagoge in Thann wurde 1862 an der Stelle dieses älteren Baus errichtet. Im Ersten Weltkrieg wurde die Synagoge durch deutsches Bombardement teilweise zerstört und 1924 wieder aufgebaut.
In der Zeit des Nationalsozialismus wurde das Gebäude geplündert und demoliert. Nach 1945 wurde die Synagoge restauriert, zuletzt erfolgte in den 1970er Jahren eine umfassende Renovierung.
Die im maurischen Stil errichtete Synagoge wird nur noch selten für den Gottesdienst genutzt.